# Bezirk Pļaviņas
Der Bezirk Pļaviņas (Pļaviņu novads) war ein Bezirk in Lettland, der von 2009 bis 2021 existierte. Bei der Verwaltungsreform 2021 wurde der Bezirk aufgelöst, seine Gemeinden gehören seitdem zum neuen Bezirk Aizkraukle.

## Geographie
Das Bezirksgebiet lag im Zentrum des Landes.

## Bevölkerung
Seit 2009 bestand der Bezirk mit dem Hauptort Pļaviņas und drei Landgemeinden. 2010 hatten sie zusammen 6394 Einwohner.

## Nachweise
1. ↑  Vides aizsardzības un reģionālās attīstības ministrija (Ministerium für Naturschutz und Regionalentwicklung), Karten und Auflistung der Verwaltungseinheiten, abgerufen am 27. Juli 2021